# Não Quero Saber de TiTiTi
Não Quero Saber de TiTiTi é um álbum de estúdio do grupo de pagode Molejo, lançado em 1996 pela gravadora Continental East West e certificado com disco de platina pela ABPD com mais de 250 mil cópias vendidas.
"Não Quero Saber De Tititi", "O Carioca", "Clínica Geral", "Cilada", "Ah Moleque", "Samba Diferente" são os principais sucessos desse álbum.

## Faixas[3]
| N.º | Título                        | Compositor(es)                                     | Duração |  |
| 1.  | "Não Quero Saber De Ti Ti Ti" | Jorge Santana / Paulo Santana                      | 3:29    |  |
| 2.  | "Remexe Mexe"                 | Ademir Fogaça                                      | 3:24    |  |
| 3.  | "O Carioca"                   | Ary do Cavaco / Otacílio                           | 3:35    |  |
| 4.  | "Clínica Geral"               | Pedrinho da Flor / Anderson Leonardo               | 3:15    |  |
| 5.  | "Cilada"                      | Délcio Luiz / Ronaldo Barcellos                    | 3:45    |  |
| 6.  | "Ah! Moleque"                 | Lourenço / Adalto Magalha                          | 3:10    |  |
| 7.  | "Samba Diferente"             | Wagner Bastos / Anderson Leonardo                  | 3:35    |  |
| 8.  | "É Tão Bonito"                | Lourenço / Jorge Cardoso                           | 2:58    |  |
| 9.  | "Sobe E Desce"                | Alceu Maia / Sarah Benchimol                       | 3:50    |  |
| 10. | "Eu Fiquei Assim"             | Anderson Leonardo / João Marcos / Claumirzinho     | 3:12    |  |
| 11. | "Menina Vem"                  | Anderson Leonardo / Carlito Cavalcanti             | 3:31    |  |
| 12. | "Será Que Vinga"              | Délcio Luiz / Anderson Leonardo                    | 3:45    |  |
| 13. | "Beijo Molhado"               | Anderson Leonardo / Andrezinho / Claumirzinho      | 3:45    |  |
| 14. | "De Sampa A São Luiz"         | Jorge Aragão / Paulo César Feital / Flávio Cardoso | 4:30    |  |

## Certificações
| Brasil (ABPD)                             | Platina | 1996 | 250.000* |
| *número de vendas baseado na certificação |         |      |          |